# Етнічна антропологія
Етні́чна антрополо́гія — розділ антропології (фізичної антропології), що розвивається на межі з етнологією, вивчає географічні варіації морфологічних, фізіологічних, біохімічних властивостей здорового людського організму, зв'язок між біологічними й етнічними утвореннями, що виникли в процесі диференціації виду та етнічної диференціації людства, біологічну своєрідність і подібність етнічних спільнот.

## Формування і розвиток етнічної антропології
Формування і розвиток етнічної антропології активно відбувалися в ІІ пол. XIX — І пол. ХХ ст., коли змагалися расистські й антирасистські погляди на природу людини. Етно-антропологічні дослідження охоплюють всі таксономічні рівні виду Homo sapiens та етнічних спільнот від появи перших етнічних утворень до сучасності. Джерелами для Етно-антропологічних досліджень слугують результати експедиційних антропометричних спостережень, результати археологічних досліджень, медичні статистичні дані, історичні документи тощо. Етнічна антропологія великою мірою сприяла зближенню суспільних і природничих наук і створила фактичну й теоретичну базу використання антропологічних даних як джерела етнологічної інформації.
Від середини ХХ ст. етнічна антропологія тісно взаємодіє з популяційною генетикою, широко використовуючи її методику та теоретичну базу. Етнічна антропологія послуговується біологічними термінами, антропологічними, етнологічними, географічними та з інших наук. Серед головних термінів етнічної антропології є такі: «популяція», «велика раса», «мала раса», «антропологічний тип», «генотип», «етнос», «расовий склад етносу», «ґенеза етносу», «біологічний субстрат», «ендогенні шлюби», «гетерогенні шлюби».
Усі сучасні люди належать до одного виду більшість ознак якого має різні варіанти. Раніше расові класифікації базувалися на морфологічних критеріях, сьогодні при расовій типології чи класифікації враховують багато фізіологічних і біохімічних характеристик. Комплекси застосовуваних для цього расових ознак залежать від місця, що посідає певне ареальне утворення у внутрішньовидовій популяційній ієрархії.
Зазвичай етнос містить в собі представників кількох антропологічних типів. Вивчення сучасної й минулої расової структури етнічних спільнот допомагає реконструювати процес формування окремих етнічних спільнот і визначити напрямки й етапи їх етнічного розвитку в умовах біологічного й суспільного взаємозв'язку з сусідньою людністю.
Представники одного антропологічного типу часто не лише наявні, але й чисельно домінують на більшій чи меншій частині етнічної території кількох етнічних спільнот. Етнічна антропологія разом з етнічною географією визначає минуле й сучасне проходження расових та етнічних меж, встановлює їх природну та суспільно-історичну зумовленість.
Важливо зазначити, що біологічні відмінності між різними популяційними групами людей не мають чітких територіальних меж і досить часто не самоусвідомлюються на рівні малих рас. Етнічні ж відмінності на рівні етносів виразно територіально розмежовуються (як правило) і добре усвідомлюються.

## Перші дослідження в Україні
Перші ґрунтовні етно-антропологічні дослідження української людності здійснив Хв. Вовк, який висловив думку про належність українців до виділеної Й.Денікером і названої ним же адріатичною, великої південної групи великих зростом і темних брахіцефалів, яку з антропологічного погляду можна було б назвати просто слов'янською. Підсумком антропологічних досліджень Х.Вовка понад 40 територіальних груп українців став розділ «Антропологічні особливості українського народу» у ІІ томі фундаментальної праці «Український народ у його минулому й сьогоденні» (1916) де він відзначав відносну фізичну одноманітність українського народу та належність його до адріатичної (чи динарської) раси, поширеної також серед південних та частини західних слов'ян. Фізичні риси, характерні для більшості українців, вчений назвав українським антропологічним типом. Він писав, що українці є досить одноманітним народом, темноволосим, темнооким, вищим за середній зріст чи високого зросту, брахіцефальне, порівняно високоголове, вузьколице, з рівним і досить вузьким носом, з порівняно короткими верхніми та довшими нижніми кінцівками, що відхилиння від українського антропологічного типу є незначними і спостерігаються лише на периферії етнічної території.

## Українці в етнічній антропології
На думку В.Дяченка, висловлену за підсумками ґрунтовних досліджень у праці «Антропологічний склад українського народу» (1965), на етнічній території українців виділяється 5 антропологічних областей: центральноукраїнська, карпатська, нижньодніпровсько-прутська, валдайська (чи деснянська), ільменсько-дніпровська. 4 з них (крім карпатської) він знайшов відповідники в Білорусі та Росії. Важливо, що між усіма антропологічними областями України немає виразних відмінностей і різких переходів, що середні показники людності усіх виділених областей досить близькі з показниками найчисельнішої центральноукраїнської області (вона охоплює більшість українців).
Аналіз варіацій одонтологічних ознак серед українців, зроблений Сегедою С. у праці «Украинцы» (Див. Этническая одонтология СССР, 1979) дає підстави виділити 3 територіальних комплекси — різновиди середньоєвропейського типу — 
1. наддніпрянський матуризований (тобто масивний),
2. наддніпрянський грацилізований (тобто менш масивний) та
3. карпатський.

Аналіз варіацій дерматогліфічних ознак і попарне зіставлення обстежених популяцій за методом СТВ показали, що територіальні відмінності серед українців за цими ознаками є помірними, що існує 3 зони, мешканцям яких властиве неоднакове поєднання провідних расово-діагностичних ознак шкірного рельєфу: північна, середньоукраїнська, південна.
Є.Данилова, підсумовуючи ґрунтовні гематологічні дослідження у праці «Гематологічна типологія українського народу у зв'язку з питаннями етногенезу» (1971), на підставі варіацій груп крові ABO, Rh, MN виділила в Україні 5 геногеографічних областей: центральноукраїнську, південно-східну, карпатську, поліську, деснянську. 4 з них вона віднесла до великої східноєвропейської зони, та 1 — карпатську, до північнобалкансько-карпатської зони. Крім близькості за гематологічними маркерами з сусідніми та спорідненими народами (болгарами, гагаузами, молдованами, північно-східними румунами, угорцями, словаками, сербами, боснійцями, поляками, білорусами, росіянами) зазначалося, що існують певні аналогії між гематологічними комплексами різних територіальних груп українців та деяких прибалтійських популяцій.
На південних антропологічних зв’язках українського народу акцентувала свою увагу й Т. Алексєєва: «…за всім комплексом расоводіагностичних рис росіяни і білоруси тяжіють до північнозахідних груп, українці — до південних». 
За всіма морфофізіологічними ознаками українці належать до типових представників великої європеоїдної раси. На думку С. Сегеди, українці, «займаючи проміжне становище між північними та південними європеоїдами, вони більшою мірою тяжіють до останніх». Відхилення від комплексу притаманних більшості українців фізичних ознак дозволяють виокремити локальні антропологічні варіанти у Карпатах, на Буковині, на Нижньому Дніпрі. Наявні одонтологічні, дерматогліфічні та гематологічні відмінності між різними територіальними групами українців також не суперечать висновку про відносну антропологічну однорідність українців. Сучасні українці з антропологічного погляду однорідніші за інші найчисельніші європейські народи — за німців, французів, італійців, а також за росіян чи китайців.
Антропологічний склад українського народу свідчить про бурхливі етногенетичні процеси і відносно стале відтворення генофонду (у поліських районах з найархаїчнішими расовими ознаками людності). Фізичні риси сучасних українців сформувалися на основі морфологічних рис людності Русі, яка успадкувала риси давнішої людності території України. На думку антропологів біогенетична спадковість простежується в Середній Наддніпрянщині від племен доби бронзи до скіфів лісостепу, далі до праслов'янської людності черняхівської культури, потім до давньоруської людності і до сучасних українців.

## Праці з етнічної антропології України
- Вовк Хв. Антропологічні особливості українського народу // Студії з української етнографії та антропології. — К., 1995. — 250 с.;
- Дяченко В. Антропологічний склад українського народу.- К.: Наук. думка, 1965. — 130 с.;
- Сегеда С. П. Антропологічний склад українського народу: Етногенетичний аспект. — К.: Вид-во ім. О.Теліги, 2001. — 256 с.;
- Сегеда С. Антропологічні особливості українців (Аналіз концепції Ф.Вовка) // Вісник НАН України. — 2003. — № 12. — С. 20-28;
- Волобуєв В. Етнічна антропологія // Малий етнополітологічний словник. — К.: МАУП, 2005. — 288 с. — С. 71;
- Варзар І. Етнічна антропологія // Мала енциклопедія етнодержавознавства. — К.: Довіра, Генеза, 1996. — 942 с. — С. 30-32;
- Дражньовський О. Етнічна генетика й кров‘яна антропологія українського народу // Визвольний шлях. — 1973. — липень-серпень. — С. 754—756;
- Зубов А. А. Этническая антропология // Этнография и смежные дисциплины. Этнографические субдисциплины. Школы и направления. Методы. — М.: Наука, 1988. — 255 с. — С. 76-77;
- Раковський Ф., Руденко С. Погляд на антропологічні відносини в українського народу // Зб. мат. прир.-лік. секції НТШ. — 1927. — Т. XXVI;
- Алексеева Т. И. Этногенез восточных славян по данным антропологии. — М., 1973. — 330 с.;

Старовойтова Р. А. Этническая геногеография Украины. — К., 1979;
- Рогинский Я. Я., Левин М. Г. Антропология. — М., 1979;
- Надольська В. В. Загальна етнологія: Понятійно-термінологічний апарат. — Луцьк, 1999.
- (Див. також праці названі у тексті статті, а також джерела статті)

## Джерело
- Чирков О. Етнічна антропологія (Антропологія етнічна) // Україна-Етнос. Науковий понятійно-термінологічний словник-довідник з етнологічних та дотичних до них проблем українознавства / НДІУ. Авт.: Фігурний Ю. С. та ін. — К., 2006. — С.70-72.
- Чирков О. А. Формування і розвиток української антропології (фізичної) у зв'язку з українознавством // Збірник наук. праць НДІУ. — К.: «Рада», 2008. — Т. ХХ. — С.472.
- Чирков О. А. Антропологічні терміни — невід'ємна складова терміносистеми українознавства // Збірник наук. праць НДІУ. — К., 2008.- Т. ХХІ. — С. 389—398.
- Чирков О. А. Сутність зв'язку між антропологією (фізичною антропологією) та українознавством) // Зб-к наук. праць НДІУ. — К., 2008. — Т. ХХІІ. — С. 46-50.
- Чирков О. Етнічна антропологія // Український геополітичний словник / Авт. кол.: Крисаченко В. С. та ін. — К.: «МП Леся», 2010. — 531 с.
- Чирков О. Антропологічне вивчення української людності — важлива складова українознавства // Українознавство. — №2.–2009. — С. 225–228.
- Чирков О. Загальноінститутський методологічний семінар [1.Про можливість зіставлення результатів антропології та генетики популяцій людини і застосування їх в українознавчих дослідженнях.] // Українознавство. — 2010. — № 4. — С. 203-204.